# Solrall
Solrall (Eurypyga helias) är en fågel som lever i tropiska regionen i Amerika, och är den enda arten i sina familj Eurypygidae och i sitt släkte Eurypyga.

## Utseende och läte
Solrall är en hägerliknande fågel med mer vågrätt ställning och längre stjärt. Fågeln har en dämpad färg, med fina linjära mönster i svart, grått och brunt. Vingpennorna har dock livfullt färgade mittpartier i rött, gult och svart, som syns då fågelns spänner ut sina vingar. I gryning och skymning hörs utdragna visslingar.

## Utbredning och systematik
Solrallen delas upp i tre underarter med följande utbredning:
- major-gruppen
  - Eurypyga helias major (Hartlaub 1844), häckar från Guatemala till Panama, i västra Colombia och västra Ecuador.
  - Eurypyga helias meridionalis (Berlepsch & Stolzmann 1902), häckar i Junín och Cusco i Peru.
- Eurypyga helias helias, nominatformen, häckar öster om Anderna i östra Colombia, i Venezuela, Guyana, östra Ecuador, östra Peru, östra Bolivia och i Amazonområdet i Brasilien.

### Släktskap
Solrallen placerades tidigare ofta i ordningen tran- och rallfåglar (Gruiformes), men detta har alltid ansetts vara preliminärt. I vissa avseenden, rent morfologiskt, är den lik hägrar och deras närmaste släktingar som exempelvis rördrommarna, men detta verkar bero på konvergent evolution på grund av liknande levnadsförhållanden. Närmaste släkting till solrallen är istället en annan gåtfull fågel som också placerats i ordningen tran- och rallfåglar, nämligen kagun (Rhynochetos jubatus). Molekylära studier visar att dessa båda arter är sina närmaste nu levande släktingar. På grund av detta placeras dessa båda arter idag ofta i den egna ordningen solrallfåglar (Eurypygiformes) Denna ordning är troligen närmast släkt med en stor grupp vattenlevande fåglar som inkluderar ordningarna pingvinfåglar, stormfåglar, storkfåglar, sulfåglar, lomfåglar, tropikfåglar och pelikanfåglar.

## Levnadssätt
Solrallen förekommer oftast i närheten av åar eller bäckar med trädbevuxna bankar. Den jagar fisk och andra mindre ryggradsdjur, på samma sätt som många hägrar. Under spelet och för att avskräcka predatorer spänner den ut de mycket färgglada vingarna. Det kupolformade boet byggs i ett träd. Däri lägger den vanligen två ägg.

## Status och hot
Arten har ett stort utbredningsområde och en stor population, men tros minska i antal, dock inte tillräckligt kraftigt för att den ska betraktas som hotad. Internationella naturvårdsunionen IUCN kategoriserar därför arten som livskraftig (LC).